# 奥格涅·弗拉涅斯

奥格涅·弗拉涅斯（1989年10月24日—）是一位波黑足球運動員。在場上的位置是中後衛。他現在效力於希臘足球超級聯賽球隊AEK雅典。他也代表波黑國家足球隊參賽 。